# Enfermedad de las arterias coronarias
La enfermedad de las arterias coronarias, también conocida como enfermedad coronaria, enfermedad de corazón isquémico, enfermedad de corazón ateroesclerótico, enfermedad de cardiovascular ateroesclerótico, y  enfermedad de los coronarios del corazón, implica la reducción de riego sanguíneo al músculo cardíaco debido a la acumulación de placas de ateroma en las arterias del corazón. Es la más común de las enfermedades cardiovasculares.  Sus tipos incluyen: angina de pecho, angina inestable, infarto agudo de miocardio y muerte súbita cardíaca. Un síntoma típico es dolor de pecho o incomodidad, lo cual puede moverse al hombro, brazos, espalda, cuello o mandíbula. A veces, se puede sentir como pirosis. Normalmente síntomas ocurren con hacer ejercicio o sufrir estrés emocional, duran menos que unos pocos minutos y se mejoran con descanso. Se puede ocurrir dificultad respiratoria y a veces no hay síntomas. Normalmente la primera indicación es un ataque de corazón. Otras complicaciones incluyen insuficiencia cardíaca o unos trastornos del ritmo cardíaco.
Factores de riego incluyen: hipertensión arterial, fumar, diabetes, falta de ejercicio, obesidad, hipercolesterolemia, mala dieta y un alto consumo de alcohol, entre otros. Otros riesgos incluyen depresión. El mecanismo subyacente involucra ateroesclerosis de la arterias del corazón. Hay un número de pruebas que se pueden ayudar con el diagnóstico que incluyen: electrocardiograma, ergometría, tomografía computarizada del corazón y coronariografía, entre otros.
Se puede prevenir la enfermedad con una dieta sana, ejercicio regular, mantenerse a un peso saludable y evitar fumar. A veces, se usan medicaciones por diabetes o presión sanguínea también. Existe evidencia limitada que vale la pena revisar gente con bajo riesgo de enfermarse y sin síntomas. Tratamiento involucra los mismos consejos como la prevención. Se puede recomendar medicamientos adicionales como antiagregante plaquetario, incluyendo aspirina, beta bloqueadores, o nitroglicerina. Se puede usar procedimientos como angioplastia coronaria o baipás coronario en casos de enfermedad severa. En las personas con enfermedad coronaria ni está claro si el baipás coronario o la angioplastia coronaria ayudan como adiciones a los otros tratamientos para mejorar la esperanza de vida o si disminuyen el riesgo de un ataque de corazón.
En 2013 enfermedad de las arterias coronarias fue la causa más común de muertos en el mundo, resultando en 8,14 millones (16,8 %) de muertos, subido de 5,74 millones de muertos (12 %) en 1990. El riesgo de morir de enfermedad de las arterias coronarias para una edad determinada se ha disminuido entre 1980 y 2010, especialmente en los países desarrollados. El número de casos de enfermedad de las arterias coronarias para una edad determinada se ha disminuido también entre 1990 y 2010. En 2010 en los Estados Unidos aproximadamente 20 % de las personas con más de 65 años tuvieron enfermedad de las arterias coronarias, mientras se presentó en 7 % de las personas con entre 45 y 64 años y 1,3 % de las personas con entre 18 y 45 años. En números absolutos los índices de mortalidad son más altos en hombres que mujeres.